# 草野伸介
草野 伸介（くさの しんすけ、1990年9月17日 - ）は、日本の俳優、スタントマン、スーツアクター。北海道出身。レッド・エンタテインメント・デリヴァー所属。

## 人物
特撮作品ではスーツアクターとして出演。2012年の『特命戦隊ゴーバスターズ』よりスーパー戦隊シリーズに参加し、2016年の『動物戦隊ジュウオウジャー』でレギュラー悪役を初担当。2017年の『宇宙戦隊キュウレンジャー』のカジキイエローでヒーロー役を初担当した。

## 出演

### テレビドラマ
- Dr.DMAT〜瓦礫の下のヒポクラテス〜（2014年、TBS）
- 金田一耕助VS明智小五郎ふたたび（2014年、フジテレビ）
- おわらないものがたり（2014年、フジテレビ）
- 信長協奏曲（2014年、フジテレビ）
- SAKURA〜事件を聞く女〜（2014年、TBS）
- 放送90年 大河ファンタジー 「精霊の守り人」（2016年、NHK）
- 精霊の守り人II 悲しき破壊神（2017年、NHK）
- 潜入兄妹 特殊詐欺特命捜査官 第2話（2024年10月12日、日本テレビ） - 名取理の部下 役[6]

### 特撮テレビドラマ
- スーパー戦隊シリーズ（テレビ朝日）
  - 特命戦隊ゴーバスターズ（2012年 - 2013年）
  - 獣電戦隊キョウリュウジャー（2013年 - 2014年）
  - 烈車戦隊トッキュウジャー（2014年 - 2015年）
  - 手裏剣戦隊ニンニンジャー（2015年 - 2016年） - ハリケンレッド[7]
  - 動物戦隊ジュウオウジャー（2016年 - 2017年） - バングレイ[8][2]、犀男[9]
  - 宇宙戦隊キュウレンジャー（2017年 - 2018年） - カジキイエロー[10][2][11]
  - 快盗戦隊ルパンレンジャーVS警察戦隊パトレンジャー（2018年 - 2019年）
  - 騎士竜戦隊リュウソウジャー（2019年 - 2020年） - ワイズルー[12]、ガンジョージ / ガンジョージII[13]、ドラゴンマイナソー[14]、ユニコーンマイナソー[14]
  - 魔進戦隊キラメイジャー（2020年 - 2021年） - グレイトフルフェニックス[15]、邪面獣[15]
  - 機界戦隊ゼンカイジャー（2021年 - 2022年） - ゼンカイオーブルマジーン[16][4]、バトルシーザーロボ[17][18][4]、バトルシーザーロボ二世[4]、ボッコワウス（26 - ）[4]、ボッコワウス（バトルモード）[4]、クダック[4]、ゼンリョクゼンカイオー（代役 / 35）[4]、レジェンドヒーロー[4]
  - 暴太郎戦隊ドンブラザーズ（2022年 - 2023年） - トラドラゴンジン[19][5]、ソノロク変身体[5]、長老2[20][5]、サラリーマン（29話）[5]、神輿担ぎ手[5]、騎士竜鬼ング[5]、地球鬼ング[5]、宇宙鬼ング[5]、獣拳鬼ング[5]、高速鬼ング[5]、大鬼[5]、科学鬼ング[5]、アノーニ[5]
  - 王様戦隊キングオージャー（2023年 - 2024年）
  - 爆上戦隊ブンブンジャー（2024年 - 2025年）
  - ナンバーワン戦隊ゴジュウジャー（2025年 - ） - キングキャンデラー[21]
- 仮面ライダーシリーズ（テレビ朝日）
  - 仮面ライダー鎧武/ガイム（2013年 - 2014年）
  - 仮面ライダードライブ（2014年 - 2015年）
  - 仮面ライダーゴースト（2015年 - 2016年）
  - 仮面ライダーエグゼイド（2016年 - 2017年）
  - 仮面ライダービルド（2017年 - 2018年）[11]
  - 仮面ライダージオウ（2018年 - 2019年）[11]
  - 仮面ライダーガッチャード（2023年 - 2024年） - 冥黒王ギギスト[22][3]

### 映画
- のぼうの城（2012年）
- 劇場版 ATARU THE FIRST LOVE & THE LAST KILL（2013年）
- 渇き。（2014年）
- 新宿スワン（2015年）
- ズタボロ（2015年）
- セイバー+ゼンカイジャー スーパーヒーロー戦記（2021年）
- スーパー戦闘 純烈ジャー 追い焚き☆御免（2022年） - 純烈王[23]、シロクマジン[23]
- 仮面ライダーシリーズ
  - 仮面ライダー×仮面ライダー ウィザード&フォーゼ MOVIE大戦アルティメイタム（2012年）
  - 劇場版 仮面ライダーウィザード in Magic Land（2013年）
  - 仮面ライダー×仮面ライダー 鎧武&ウィザード 天下分け目の戦国MOVIE大合戦（2013年）
  - 劇場版 仮面ライダードライブ サプライズ・フューチャー（2015年）
  - 仮面ライダー×仮面ライダー ゴースト&ドライブ 超MOVIE大戦ジェネシス（2015年）
  - 仮面ライダー1号（2016年）
  - 劇場版 仮面ライダーゴースト 100の眼魂とゴースト運命の瞬間（2016年）
  - 仮面ライダー平成ジェネレーションズ Dr.パックマン対エグゼイド&ゴーストwithレジェンドライダー（2016年）
  - 平成仮面ライダー20作記念 仮面ライダー平成ジェネレーションズ FOREVER（2018年）[11]
- スーパーヒーロー大戦シリーズ
  - 仮面ライダー×スーパー戦隊 スーパーヒーロー大戦（2012年）
  - 仮面ライダー×スーパー戦隊×宇宙刑事 スーパーヒーロー大戦Z（2013年）
  - 平成ライダー対昭和ライダー 仮面ライダー大戦 feat.スーパー戦隊（2014年）
  - スーパーヒーロー大戦GP 仮面ライダー3号（2015年）[11]
  - 仮面ライダー×スーパー戦隊 超スーパーヒーロー大戦（2017年）
  - 仮面ライダーガッチャード ザ・フューチャー・デイブレイク（2024年）
- スーパー戦隊シリーズ
  - 劇場版 獣電戦隊キョウリュウジャー ガブリンチョ・オブ・ミュージック（2013年）
  - 烈車戦隊トッキュウジャーVSキョウリュウジャー THE MOVIE（2015年）
  - 手裏剣戦隊ニンニンジャー THE MOVIE 恐竜殿さまアッパレ忍法帖!（2015年）
  - 手裏剣戦隊ニンニンジャーVSトッキュウジャー THE MOVIE 忍者・イン・ワンダーランド（2016年）
  - 劇場版 動物戦隊ジュウオウジャー ドキドキサーカスパニック!（2016年）
  - 劇場版 動物戦隊ジュウオウジャーVSニンニンジャー 未来からのメッセージ from スーパー戦隊（2017年）
  - 宇宙戦隊キュウレンジャー THE MOVIE ゲース・インダベーの逆襲（2017年）カジキイエロー[11]
  - 快盗戦隊ルパンレンジャーVS警察戦隊パトレンジャー en film（2018年）
  - 騎士竜戦隊リュウソウジャー THE MOVIE タイムスリップ!恐竜パニック!!（2019年）
  - スーパー戦隊MOVIEレンジャー2021（2021年）
    - 魔進戦隊キラメイジャー THE MOVIE ビー・バップ・ドリーム
    - 騎士竜戦隊リュウソウジャー 特別編 メモリー・オブ・ソウルメイツ - ワイズルー[24]
    - 機界戦隊ゼンカイジャー THE MOVIE 赤い戦い! オール戦隊大集会!! - バングレイ[4]

### Vシネマ
- スーパー戦隊シリーズ
  - 手裏剣戦隊ニンニンジャー アカニンジャーVSスターニンジャー百忍バトル!（2015年）
  - 特捜戦隊デカレンジャー 10 YEARS AFTER（2015年）
  - 帰ってきた手裏剣戦隊ニンニンジャー ニンニンガールズVSボーイズ FINAL WARS（2016年）
  - 動物戦隊ジュウオウジャー スーパー動物大戦（2016年）
  - 帰ってきた動物戦隊ジュウオウジャー お命頂戴!地球王者決定戦（2017年）
  - 宇宙戦隊キュウレンジャーVSスペース・スクワッド（2018年） - カジキイエロー[2]
  - 炎神戦隊ゴーオンジャー 10 YEARS GRANDPRIX（2018年）
  - 機界戦隊ゼンカイジャーVSキラメイジャーVSセンパイジャー（2022年） - Dr.イオカル[4]
- 仮面ライダーシリーズ
  - ドライブサーガ（2016年）
    - 仮面ライダーチェイサー
    - 仮面ライダーマッハ/仮面ライダーハート

### 舞台
- 上野動物園再々々襲撃
- ボーイングボーイング
- 舞台総合実習VA「クロールの方法」
- 東京コメディストアJライヴ
- 石川アルモニア「RUR＝i」
- ウルトラマンライブステージ2013（2013年、サンシャインシティ）
- 歌舞伎NEXT「阿弖流為」（2015年、新橋演舞場）
- Panasonic presents KABUKI Spectacle at FOUNTAINS OF BELLAGIO Koi-Tsukami “Fight with a Carp”（2015年、FOUNTAINS OF BELLAGIO）

### CM
- PlayStation 4（2014年、ソニー・コンピュータエンタテインメント）

### WEBムービー
- NHKオンライン「春ナビ/デジタル道」
- 警察戦隊パトレンジャー Feat. 快盗戦隊ルパンレンジャー 〜もう一人のパトレン2号〜（2018年、東映特撮ファンクラブ）
- 仮面ライダーゲンムズ スマートブレインと1000%のクライシス（2022年）
- 仮面ライダーアウトサイダーズ（2022年）
- 王様戦隊キングオージャー ラクレス王の秘密（2023年）
- 仮面ライダー 令和のゴージャス運動会（2024年、YouTube） - 仮面ライダーV3
- 暴太郎戦隊ドンブラザーズVS暴太郎戦隊ドンブリーズ（2023年）

### イベント
- 東京国際アニメフェア2012「牙狼＜GARO＞」ブース（2012年、東京ビッグサイト） - 黄金騎士・牙狼
- 東京国際アニメフェア2013「牙狼＜GARO＞」ブース（2013年、東京ビッグサイト） - 黄金騎士・牙狼
- AnimeJapan 2014「牙狼＜GARO＞」ブース（2014年、東京国際展示場） - 黄金騎士・牙狼